# Оливейра Таварес, Адриан
Адриан Оливейра Таварес (порт. Adryan Oliveira Tavares; 10 августа 1994, Рио-де-Жанейро) — бразильский футболист, полузащитник клуба «Брешиа».

## Клубная карьера
Адриан — воспитанник «Фламенго». С раннего возраста он считался игроком с большим потенциалом. В составе юношеской команды клуба он добился крупных успехов, выиграв юношеский чемпионат Рио-де-Жанейро и юношеский кубок Сан-Паулу. За свои заслуги молодой игрок в 2011 году был вызван главным тренером «Фламенго» Вандерлеем Лушембурго на предсезонную подготовку. Адриан дебютировал за «Фламенго» 9 февраля 2011 года в товарищеском матче против «Лондрины». В сезоне 2011/12 он провёл двадцать три матча за «Фламенго». Сезон 2012/13 в клубе удавался не очень, хоть и выиграл вместе с командой Кубок Бразилии. Тренер не доверял ему, так как он все чаще покидал команду ради молодёжной сборной и поэтому было решено отдать его в аренду в «Кальяри». 22 января 2014 года он прибыл в город Кальяри, встретился с руководством клуба и подписал контракт. «Кальяри» арендовал Адриана с правом выкупа в 1,5 миллиона евро.
22 января Адриан пополнил ряды «Кальяри» и получил 32-й номер, а первый матч уже сыграл 1 февраля, в котором «Кальяри» выиграл у «Фиорентины» со счетом 1:0, Адриан сыграл всего 6 минут и ничем не отметился. Следующий матч он сыграл против «Самдории» в гостях, где проиграли со счетом 0:1, Ади отыграл уже 15 минут и ничем не отметился. Следующий матч матч «Кальяри» проводил 15 февраля против «Ливорно» у себя дома и проигрывали 1:2, на 63-й минуте тренер выпускает Адриана, но Адриан на исход матча не повлиял и ничем не отметился. 23 февраля проводился матч «Интер» — «Кальяри», Адриан вышел в основе и был исполнителем всех стандартов, кроме пенальти. Адриан показывал свой класс, подавал все угловые, много отыгрывал «дома», совершил 6 отборов и заработал пенальти, который реализовал Пинилья, на 57-й минуте Адриан получил травму и его заменили, после чего «Интер» сравнял счет и матч закончился со счетом 1:1. Второго марта «Кальяри» принимал у себя дома «Удинезе». Адриан вышел на поле с первых минут, подавал все стандарты, но на 45-й минуте получил вторую травму подряд, и его пришлось заменить. Травма оказалась настолько серьёзной, что Адриан до сих пор тренируется по индивидуальной программе. Тот матч «Кальяри» выиграл со счетом 3:0.
По окончании сезона Адриан вернулся в родной город вместе с женой и дочкой к родным и близким. Пока Адриан отдыхал, «Кальяри» арендовал ещё на один сезон у «Фламенго» Адриана. Адриан получил свою любимую 10 и клуб планировал сделать его основным игроком команды на сезон 2014/15. Но с середины августа очень активно поползли слухи, что сам Массимо Челлини (бывший хозяин «Кальяри» и нынешний владелец «Лидса») хочет видеть Адриана в своей команде. Для этого ему пришлось уговаривать «Фламенго», чтобы они отозвали Адриана у «Кальяри» и сдали в аренду на сезон Тавареса. Сам Адриан сильно хотел этого перехода. «Лидс» предложил «Фламенго» взять Адриана на сезон с правом выкупа в 4 млн фунтов, а «Кальяри» мог выкупить Адриана за 1,5 млн евро. «Фламенго» посчитал, что выгоднее будет Адриана отдать в «Лидс». 30 августа официальный сайт Лидса подтвердил о переходе Адриана. В «Лидсе» Адриан не смог получить свою любимую 10 или 8, поэтому ему досталась 9-ка. Многие болельщики «Лидса» были очень рады этому переходу.
В июле 2015 года перешёл в «Нант» на правах аренды.

## Карьера в сборной
Адриан был ключевым игроком юношеской сборной Бразилии на юношеском чемпионате Южной Америки 2011. Он провёл на этом турнире восемь игр и забил три гола, а его сборная выиграла турнир. Адриан принял участие в юношеском чемпионате мира 2011. 23 июня в матче против сверстников из Австралии полузащитник забил великолепный гол со штрафного. В январе 2013 Адриан в составе сборной Бразилии до 20 лет провёл три матча на молодёжном чемпионате Южной Америки 2013.

## Достижения
- Чемпион штата Рио-де-Жанейро (2): 2011, 2017
- Победитель юношеского чемпионата Рио-де-Жанейро (1): 2010
- Обладатель юношеского кубка Сан-Паулу (1): 2011
- Чемпион Кубка Бразилии (2): 2013